# 센치한 버스
센치한 버스는 대한민국의 4인조 어쿠스틱 밴드다. 2015년 EP 앨범 [19.9]로 데뷔했으며, 2021년 5월에 해체했다.

## 방송
- 버스커즈 버스킹 (2016) - Top4

## 음반
- 19.9 (2015)
- 책갈피 (2016)
- Good Night (2017)
- 겨울잠 (2017)
- 사랑에 빠지지 말아야 해요 (2019)

## 공연
- 12월의 첫 금요일을 부탁해 (2016)
- 2017 광주사운드파크페스티벌 (2017)
- 센치한 버스의 '퐁당퐁당 북콘서트' - 광주 (2018)

## 수상
- KBC청소년예술제 공연부문 우수상 (2014)